# Strandkyrkogården

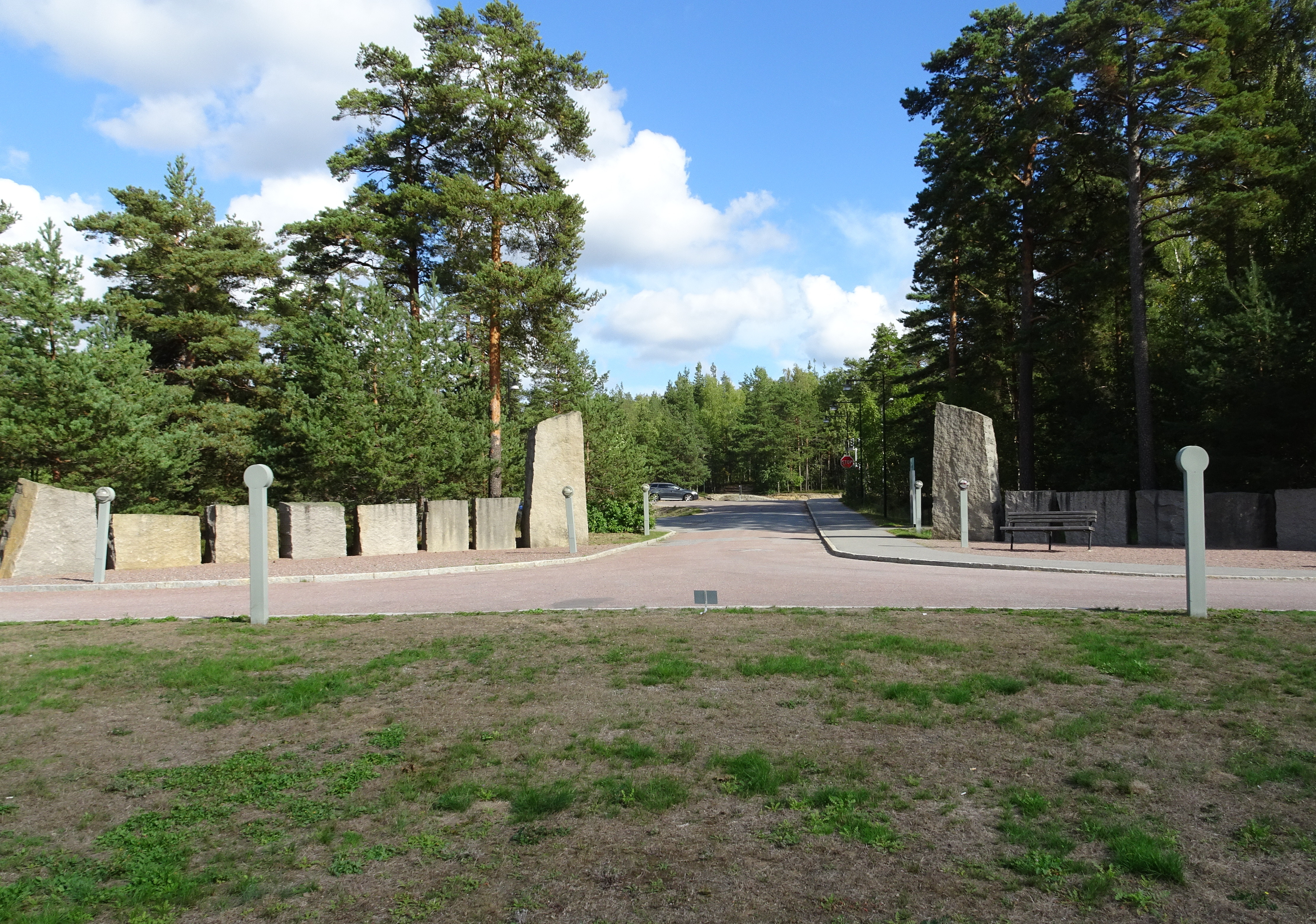
Entrén till Strandkyrkogården.

Strandkyrkogården är en begravningsplats vid sjön Drevviken i stadsdelen Skrubba i den sydöstra delen av Stockholms kommun.

## Beskrivning
Planeringen för Strandkyrkogården började under 1980-talets första år och anläggningen invigdes den 20 september 1996. Några kapellbyggnader uppfördes inte eftersom Strandkyrkogården betraktades som komplement till Skogskyrkogården i Gamla Enskede. Arkitekt bakom Strandkyrkogården var Göran Bergquist som hämtade inspiration från just Skogskyrkogården. 
Anläggningen i Skrubba omfattar 25 hektar mark som växlar mellan öppna parklandskap och slutna skogspartier med gravplatserna. Totalt finns plats för omkring 20 000 gravar. Entrén ligger vid Gudöbroleden och är smyckad med granitblock från Göinge. Intill kyrkogårdens minneslund finns en utsiktsplats med utsikt över sjön Drevviken.

## Bilder

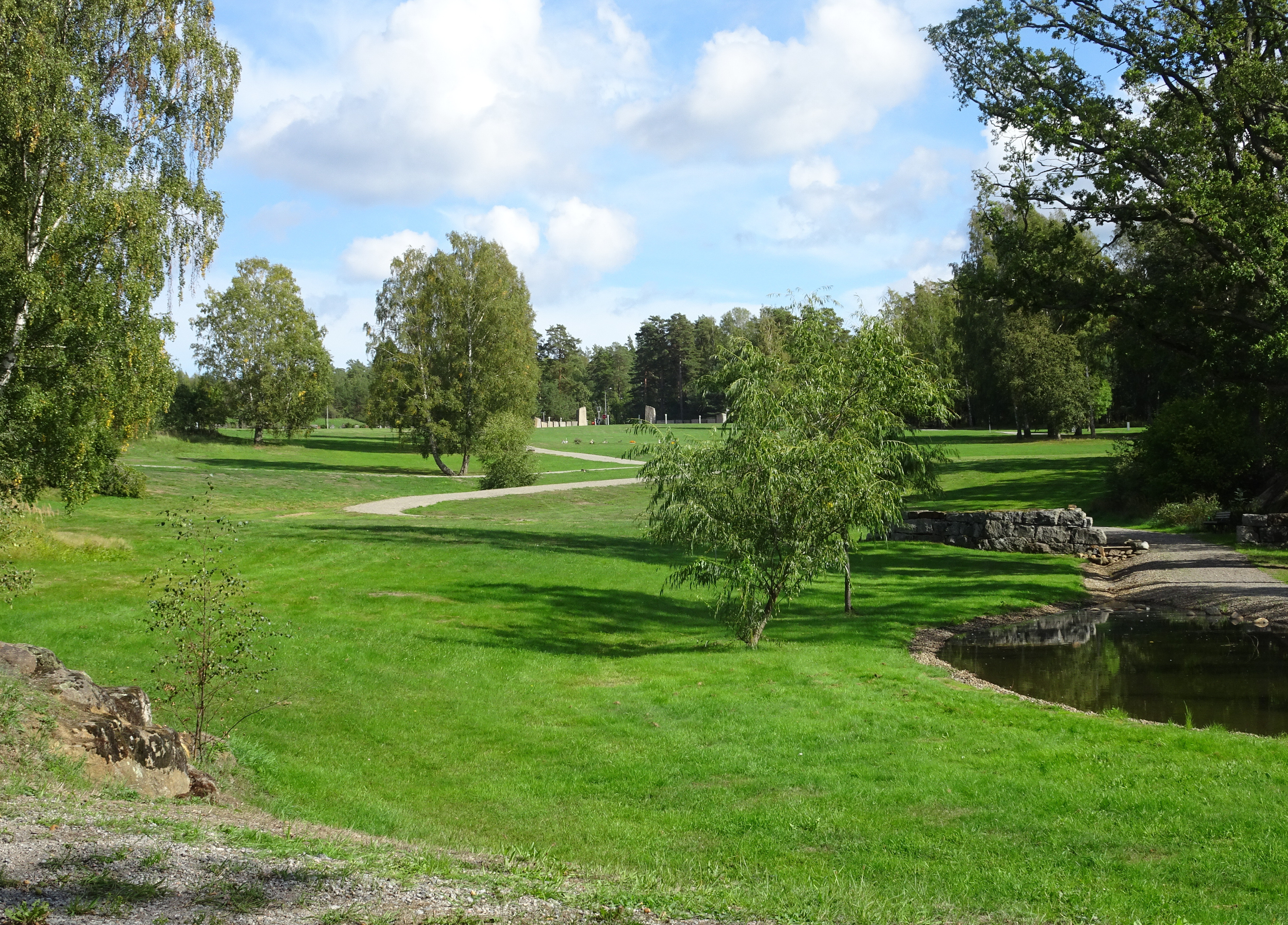
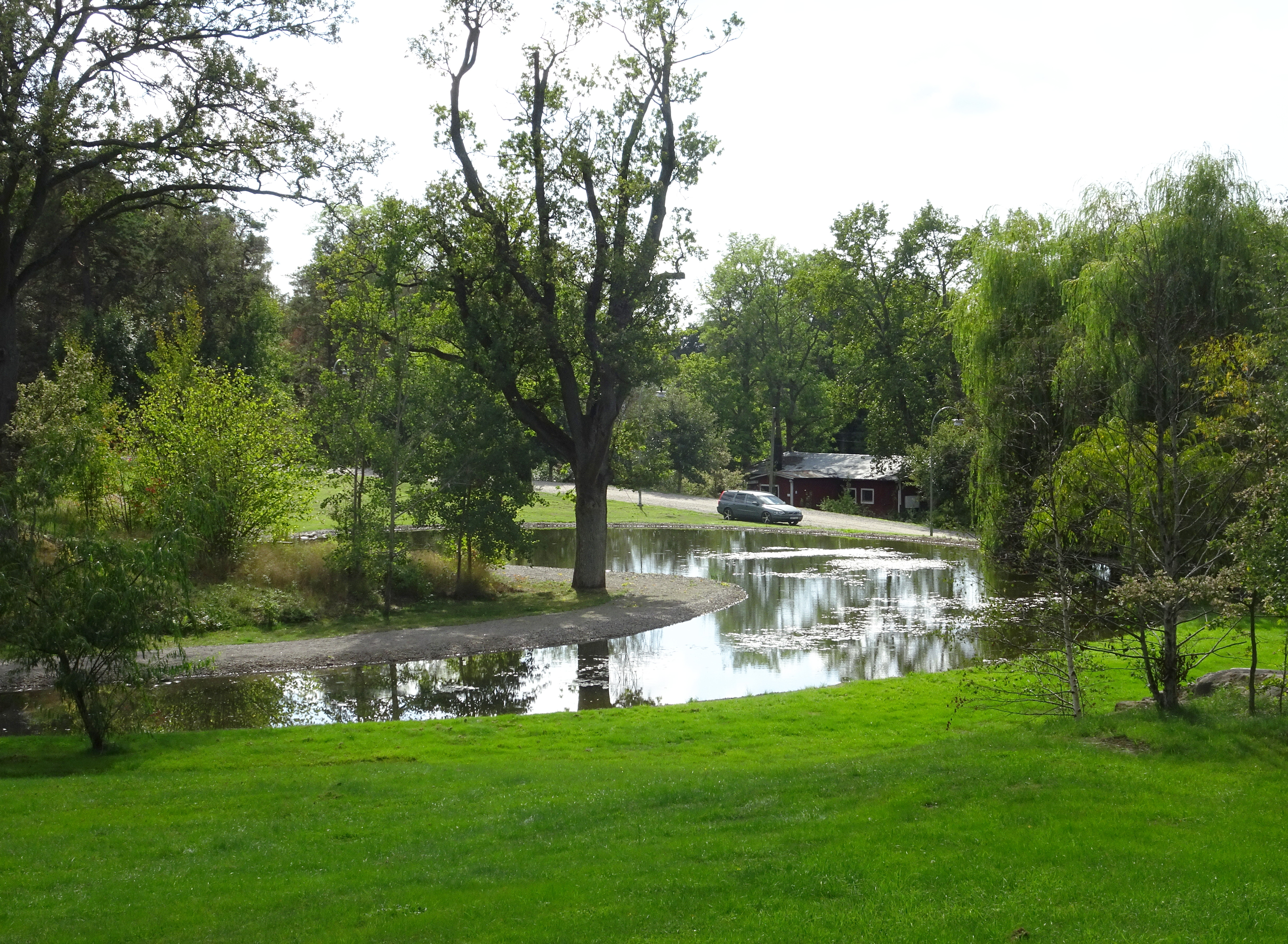
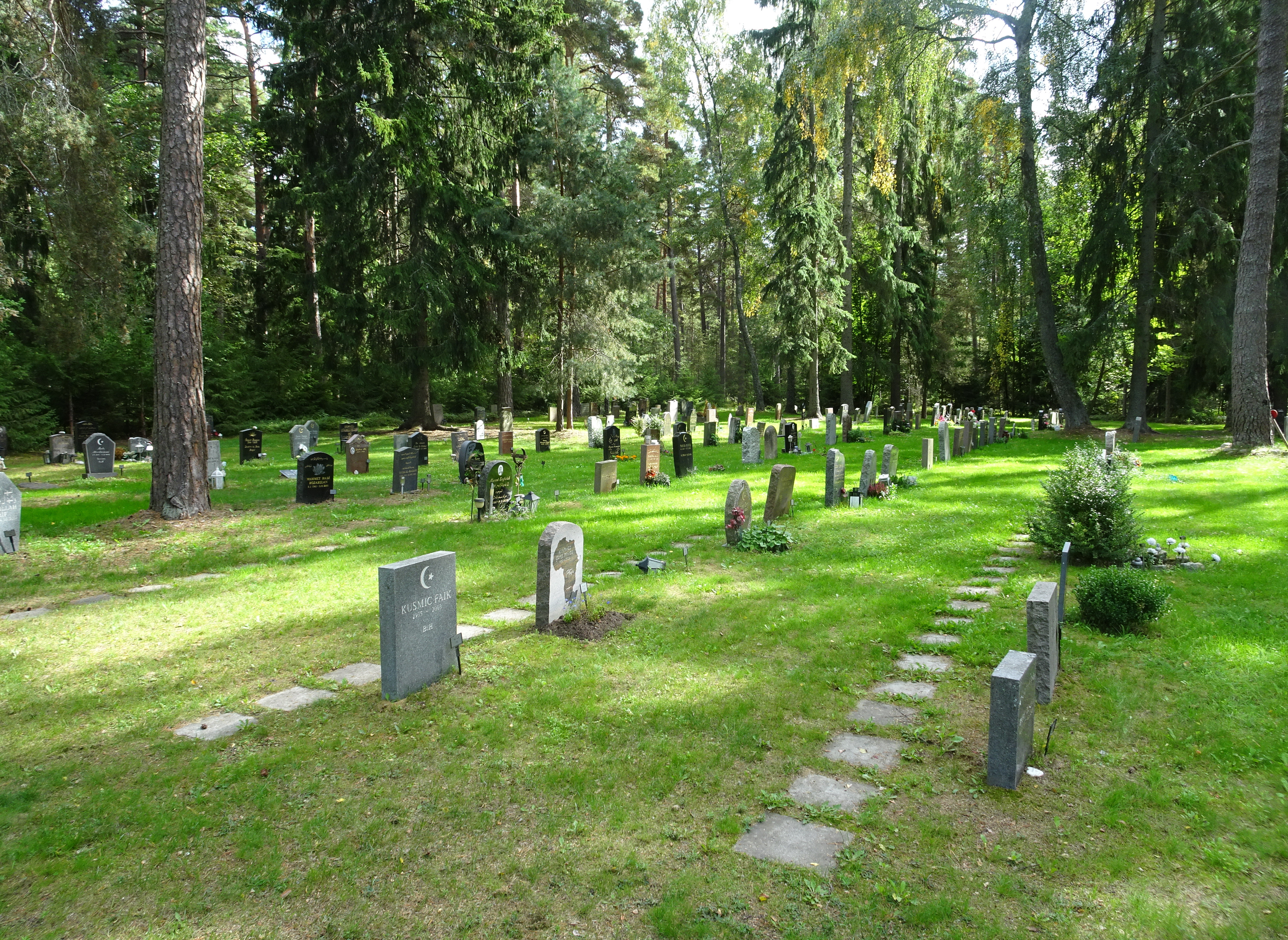
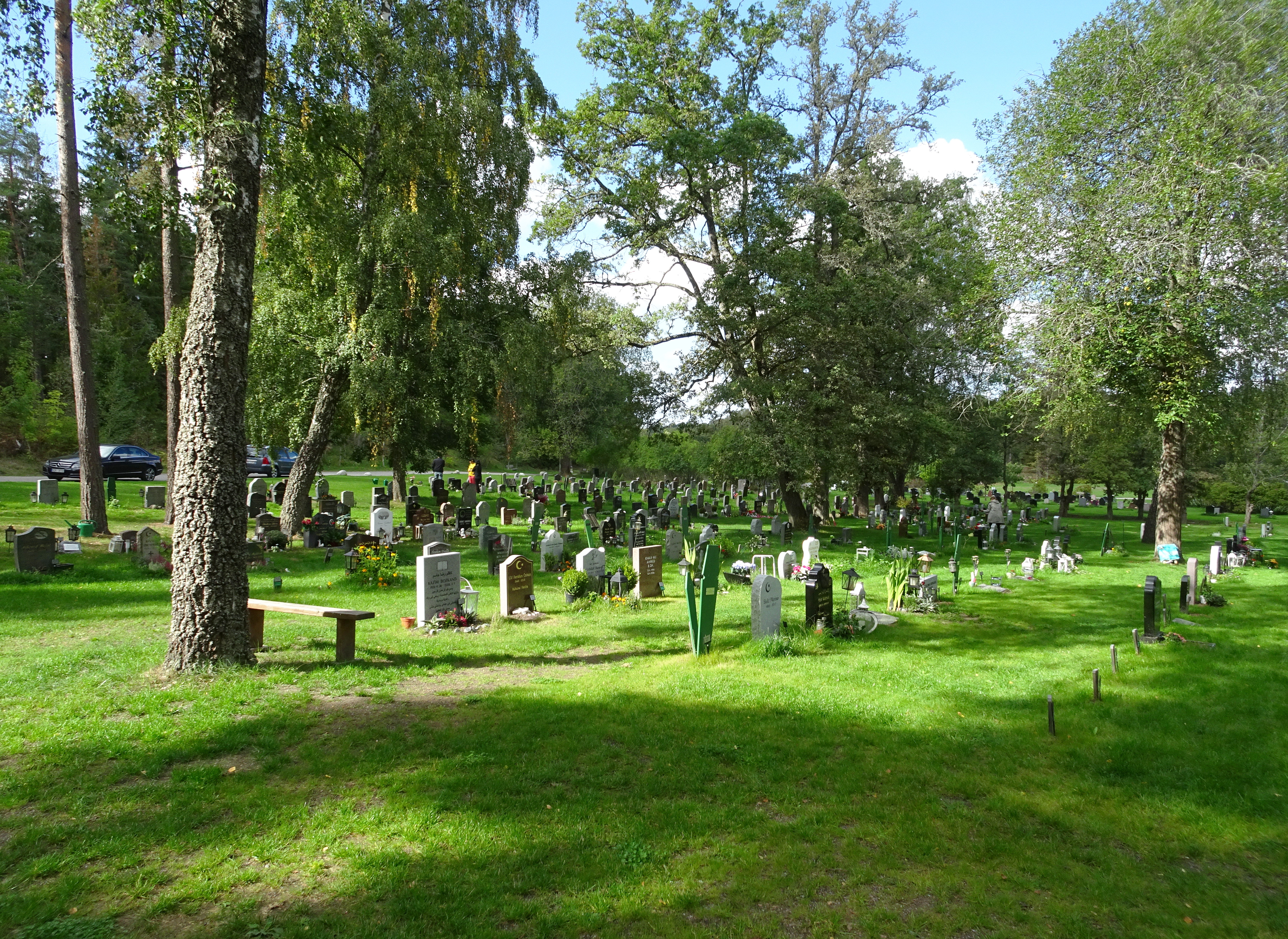